# Laura Vicuña
Chân phước Laura Vicuña (5 tháng 4 năm 1891 - 22 tháng 1 năm 1904) là một nhân vật thánh thiện người Chile được phong chân phước bởi Giáo hội Công giáo Rôma. Cô là người bảo trợ cho các nạn nhân bị lạm dụng.

## Thân thế
Laura del Carmen Vicuña sinh ngày 5 tháng 4 năm 1891 tại Santiago, Chile với song thân là ông Joseph Domenico và bà Mercedes Pino. Gia đình Vicuña vốn là quý tộc Chile, người cha thuộc quân đội và người mẹ là một phụ nữ nội trợ. Bị trục xuất khỏi Santiago khi nơi đây xảy ra một cuộc cách mạng, gia đình đã lánh nạn ở Temuco, nhưng ngay sau khi Joseph Domenico chết đột ngột, Mercedes đã sống với hai con gái của bà ở Argentina.

## Những năm đầu ở Argentina
Mercedes và các con gái của bà chuyển đến tỉnh Neuquén của Argentina. Để tìm kiếm một nhà tài trợ việc học cho con gái, Mercedes đã làm việc tại Quilquihué Hostel để đổi lấy việc chủ nhân của nhà trọ là Manuel Mora trả tiền học cho Laura. Laura nhanh chóng được đưa vào học tại trường Hijas de Maria Auxiliadora ("Các con gái của Đức Maria Hằng Giúp đỡ Con Thiên Chúa"), trường mà dưới sự chăm sóc của các nữ tu, Laura bắt đầu quan tâm sâu sắc đến đức tin Công giáo.

## Các vấn đề ở nhà
Trong một kỳ nghỉ ở trường, Laura bị Manuel Mora đánh đập hai lần vì muốn cô quên đi việc trở thành một nữ tu. Cô vẫn giữ lấy ước muốn này ngay cả khi Mora quyết định cắt tài trợ, ngừng trả tiền học cho mình. Khi các nữ tu tại trường biết về sự việc này, họ quyết định trao cho Laura và chị học bổng học tại đây. Mặc dù rất biết ơn các giáo viên của mình nhưng đồng thời Laura vẫn lo lắng về tình trạng của mẹ mình.

## Sự hy sinh
Một ngày nọ, nhớ lại câu nói của Chúa Giêsu: "Không ai có tình yêu lớn hơn là từ bỏ mạng sống mình cho người mình yêu mến" Laura quyết định rời bỏ cuộc sống của mình đổi lấy sự cứu rỗi cho mẹ cô. Ngày 22 tháng 1 năm 1904, Laura chết bệnh tật, vốn đã tăng thêm phần trầm trọng thêm do sự ngược đãi về mặt thể xác, qua việc bị Mora hành hạ. Cô quyết định đánh đổi cái chết, cuộc đời mình cho sự cứu rỗi của mẹ cô. Từ năm 1937 đến năm 1958, thi hài của Laura được an táng trong nghĩa trang Nequén, sau đó được chuyển đến Bahía Blanca. Câu nói nổi tiếng của cô là "Chịu đựng trong âm thầm và luôn luôn tươi cười".

## Quá trình tuyên thánh
Các nữ tu dòng Saledieng Don Bosco bắt đầu quá trình tuyên phong cho Laura vào những năm 1950. Thánh bộ Tuyên thánh khen ngợi bổn phận của nữ tu Cecilia Genghini, người đã dành nhiều năm để thu thập thông tin về cuộc sống của Laura. Nhưng nữ tu này không thể hoàn thành công việc của mình khi qua đời trong cùng năm mà quá trình tuyên phong bắt đầu.
Năm 1981, quá trình nộp đơn được hoàn thành bởi thánh bộ và vào ngày 5 tháng 6 năm 1986, cô được tuyên bố là Đấng đáng kính.
Mỗi ứng cử viên để phong chân phước, ngoại trừ trong trường hợp tử đạo, phải được chứng minh là đã có được một phép lạ từ Thiên Chúa bởi lời cầu nguyện của họ linh nghiệm. Trong trường hợp của Laura, phép màu cần thiết liên quan đến nữ tu Ofelia del Carmen Lobos Arellano. Vào tháng 8 năm 1955, các bác sĩ nói với Chị Ofelia rằng cô sẽ chết vì ung thư phổi trong một vài tháng, nhưng khi cô cầu nguyện cùng Laura, căn bệnh biến mất. Ngày 3 tháng 9 năm 1988, lễ Tuyên phong Chân phước cho cô được cử hành bởi Giáo hoàng Gioan Phaolô II. Ngày lễ kính của cô được tổ chức vào ngày 22 tháng 1.